# Achim Seyler
Achim Seyler (* 1968 in Kusel) ist ein deutscher Perkussionist.

## Leben
Seyler hatte zunächst Gitarren-, Posaunen- und Klavierunterricht, bevor er Schlagzeug bei Christoph Caskel an der Hochschule für Musik und Tanz Köln studierte. Er setzte sein Studium bei Carlos Tarcha an der Universidade de São Paulo fort und legte seine künstlerische Reifeprüfung in Köln ab. Bereits während seiner Studienzeit spielte er als ständige Aushilfe im Staatsorchester Rheinische Philharmonie.
1992 wurde er Mitglied des Schlagquartett Köln und widmete sich fortan vorwiegend der zeitgenössischen Musik. Mit diesem und anderen Ensembles für Neue Musik wie dem Ensemble MusikFabrik, dem Ensemble Köln, dem Kammerensemble Neue Musik Berlin und dem Ensemble Resonanz trat er bei Festivals zeitgenössischer Musik (u. a. Wittener Tage für Neue Kammermusik, Ultraschall Berlin, MaerzMusik, ECLAT Stuttgart, Münchner Biennale, Warschauer Herbst, Wien Modern) auf. Er wirkte an zahlreichen Uraufführungen, CD-, Hörfunk- und Filmaufnahmen mit (u. a. am Dokumentarfilm Journeys in Sound über John Cage).
Mit dem Schlagquartett nahm Seyler an Musiktheaterprojekten am Schauspielhaus Düsseldorf, an der Oper Bonn, am Theater Basel und am Schauspiel Köln teil und gastierte als Gastsolist beim WDR Sinfonieorchester, dem Symphonieorchester des Bayerischen Rundfunks und dem Beethoven Orchester Bonn. Im Rahmen des Projekt Pollini gab er Konzerte in Wien, Paris, London, Venedig, Rom und Tokio. Für das Goethe-Institut gab er Konzerte und Workshops in Santiago de Chile, Buenos Aires, Bratislava und Taschkent.